# Algernon Charles Swinburne
Algernon Charles Swinburne, angleški pesnik, * 5. april 1837, London, Anglija, † 10. april 1909, London.
V svojem času je veljal za kontroverznega. Izumil je pesemsko obliko »Roundel«, napisal nekaj romanov in sodeloval pri nastajanju enciklopedije Encyclopaedia Britannica. Od leta 1903 do leta 1909 je bil vsako leto nominiran za Nobelovo nagrado za književnost, vendar je ni prejel.